# Camptochaeta fallax
Camptochaeta fallax är en tvåvingeart som beskrevs av Heikki Hippa och Pekka Vilkamaa 1994. Camptochaeta fallax ingår i släktet Camptochaeta och familjen sorgmyggor.
Artens utbredningsområde är Norge. Arten är reproducerande i Sverige. Inga underarter finns listade i Catalogue of Life.